# Jean-Baptiste Jacopin
Pour les articles homonymes, voir Jacopin.
Jean Baptiste Jacopin, né le 20 octobre 1755 à Brioude (Haute-Loire) et mort le 28 mai 1811 à Épinal (Vosges), est un général français de la Révolution et de l’Empire.

## Biographie
Lieutenant au 6e bataillon de volontaires de la Meurthe le 22 juillet 1792, il est nommé adjudant général le 8 frimaire an II (28 novembre 1793). Il se distingue aux opérations sur la Sarre, devient adjoint à l'état-major de l'Armée de la Moselle et conquiert le grade de général de brigade le 21 nivôse an II (10 janvier 1794).
Blessé près de Sarrebourg, et à peine en convalescence, il doit se rendre auprès de l'Armée de Sambre-et-Meuse, où il assiste aux deux batailles de Fleurus. Lors de la première le 28 prairial an II (16 juin 1794), il couvre la retraite de Lefebvre, et lors de la seconde le 8 messidor (26 juin 1794), il contient l'infanterie autrichienne et permet à Jourdan de remporter la victoire. En l'an III, Jourdan le charge de protéger le passage du Rhin le 15 fructidor (1er septembre 1795) et, en l'an IV, celui de la Sieg le 12 prairial (31 mai 1796).
Jacopin se distingue encore au combat de Friedberg le 22 messidor (26 juin 1796) et au combat d'Amberg le 3 fructidor (20 août 1796), où il charge les troupes du général Pál Kray avec une rare audace. En l'an VIII, commandant l'avant-garde de Turreau en Valais, il doit pourvoir à la subsistance et à la sécurité des troupes au milieu d'un pays ruiné, et se tire heureusement de cette tâche difficile, grâce à son humanité et à sa prudence. Peu après, lors de la marche en avant de l'armée française à travers la Suisse, il est blessé à Velchingen.
Très dévoué au premier consul, il est élu par le Sénat conservateur député bonapartiste de la Meurthe au Corps législatif, le 6 germinal an X (27 mars 1802), devient secrétaire puis questeur de cette assemblée, est nommé membre de la Légion d'honneur le 4 frimaire an XII (26 novembre 1803) et commandeur de l'ordre le 25 prairial suivant (14 juin 1804), est affecté le 28 novembre 1805 à l'armée du Nord.
Commandant du département des Vosges, il meurt en activité le 28 mai 1811 à Épinal.

## Sources
- Ressources relatives à la vie publique :   - base Léonore
  - Base Sycomore
- « Jean-Baptiste Jacopin », dans Adolphe Robert et Gaston Cougny, Dictionnaire des parlementaires français, Edgar Bourloton, 1889-1891 [détail de l’édition]